# Venmoerwants
De venmoerwants (Hesperocorixa castanea) is een wants uit de familie van de Corixidae (Duikerwantsen). De soort werd het eerst wetenschappelijk beschreven door Thomson in 1869.

## Uiterlijk
De bruine duikerwants is, als volwassen dier, altijd macropteer (langvleugelig) en kan 4.5 tot 5.5 mm lang worden. Het halsschild (pronotum) is net als de voorvleugels bruin en heeft een vage tekening van 6 donkere, smalle, geelkleurige dwarslijnen. De voorvleugels hebben onderbroken, golvende dwarslijntjes. De kop en de pootjes zijn geheel geel van kleur. De venmoerwants lijkt veel op de zeldzame moerwants (Hesperocorixa moesta), die is echter iets groter, heeft iets kortere klauwtjes aan de middelste poten en heeft een plukje haren op het zevende achterlijfssegment.

## Leefwijze
Het zijn goede zwemmers en kunnen ook goed vliegen. De soort komt de winter door als volgroeid dier en kent één enkele generatie per jaar. De wantsen geven de voorkeur aan kleine zure vennetjes met veel plantengroei, vooral veenmos. Ze leven er van kleine waterdiertjes maar ook van de in het water zwevende plantaardige deeltjes die van dode planten afkomstig zijn..

## Leefgebied
In Nederland is het een vrij algemene wants. De soort komt vrijwel in geheel Europa voor met uitzondering van Oost-Europa.